# Brown-Forman
Brown-Forman ist ein US-amerikanischer international tätiger Hersteller von Whisk(e)y, Wodka, Likör, Tequila, Champagner und Wein, dessen Wurzeln in Kentucky liegen. Das Unternehmen ist im S&P 500 gelistet. Der Firmensitz befindet sich in Louisville. Brown-Forman beschäftigt über 4.600 Mitarbeiter weltweit (2016).
Bekannte Produkte des Unternehmens sind Jack Daniel’s, Canadian Mist (seit 1890), Early Times, Old Forester (später Forester), Woodford Reserve, Glendronach, Benriach, Glenglassaugh, Korbel Champagner, Chambord Liqueur, Tequila el Jimador und  Tequila Herradura.

## Unternehmensgeschichte
1870 gründete George Garvin Brown in Louisville eine Whiskey-Brennerei. Erst zwei Jahre später stieß sein Kompagnon Forman hinzu. Im Laufe der Jahre vergrößerte sich der Konzern stetig, um sich während der Alkoholprohibition der 1920er-Jahre geschickt als einer der wenigen lizenzierten Produzenten von medizinischem Alkohol „über Wasser“ zu halten. Darüber hinaus musste die Firma „fachfremde“ Produkte wie z. B. Schießpulver herstellen.
Der Erwerb der „Early Times“- Brennerei 1935 und des bekannten Labels Jack Daniel’s 1956 waren weitere Meilensteine in der Geschichte des Unternehmens, das seine Produktpalette in den 1970er-Jahren mit dem Erwerb der Marken Canadian Mist und Southern Comfort sowie im Verlauf der weiteren Jahre mit Finlandia Vodka, den Tequila Marken el Jimador und Herradura sowie Chambord Liqueur abrundete.
Eine Zusammenarbeit mit Distributionspartnern verbesserte die Distributionsmöglichkeiten. Mit einem Nettoumsatz von 4,011 Milliarden US-Dollar für das Geschäftsjahr 2016 gehört die Firma zu den erfolgreichsten Herstellern der Branche.
Anfang 2016 wurden die Marken Southern Comfort und Tuaca an die Sazerac Company verkauft.
2016 wurde die schottische Benriach Distillery Co. Ltd. mit den Whiskybrennerei bzw. -marken Glendronach, Benriach und Glenglassaugh für 285 Millionen Pfund Sterling übernommen.

## Brown-Forman Deutschland
Die Brown-Forman Deutschland GmbH mit Sitz in Hamburg ist eine Tochtergesellschaft von Brown-Forman Ltd. und gehört zu den führenden Anbietern von Whiskey, Wodka, Likör und Tequila in Deutschland.
Der Eintritt von Brown-Forman in den deutschen Markt erfolgte 1996. Die Marken wurden zunächst über Partner distribuiert. Im Oktober 2010 gründete Brown-Forman eine eigene Marketing- und Vertriebsgesellschaft in Hamburg. Seit Mai 2012 ist das Unternehmen eine eigenständige deutsche GmbH.